# Nokia Oops Cup
Nokia Oops Cup var en havskappsegling runt Skandinavien. Nokia Oops Cup startade 2001 och Formula 60-trimmaraner används. 2005 ingick Gotland runt i tävlingen.

## Ben 2004
- 30 maj – Helsingfors, bankappsegling
- 5 juni – Stockholm, bankappsegling
- 10 juni – Oslo, bankappsegling
- 11 juni – Faerder Race
- 16 juni – Göteborg, bankappsegling
- 18 juni – Själland Runt
- 21 juni – Köpenhamn, bankappsegling
- 4 juli – Gotland Runt
- 11 juli  – Gdansk, bankappsegling

## Vinnare
| År   | Namn             | Rorsman       | Segelnr | Klubb                             | Land    | Poäng |
| 2001 | Toshiba          | Magnus Olsson | ?       | Kungliga Svenska Segel Sällskapet | Sverige |       |
| 2003 | HiQ              | Klas Nylöf    | SWE HiQ | Nacka Strand Yacht Club           | Sverige | 7     |
| 2004 | Team Academy     | Knut Frostad  | ?       | ?                                 | Norge   | 11    |
| 2005 | Stena Sovcomflot |               | ?       | ?                                 | Norge   | ?     |
| 2006 | HIQ              | Klabbe Nylöf  | ?       | ?                                 | Sverige | 26    |

### Fotnoter
1. ↑  ”Oops, det satt hårt åt ända in i kajkanten för svenskbåten”. Hamnen. 20 augusti 2006. http://www.svd.se/oops-det-satt-hart-at-anda-in-i-kajkanten-for-svenskbaten. Läst 6 augusti 2015.
2. ↑  Maria Nordström (4 juli 2005). ”Långsamt Gotland Runt”. Dagens nyheter. http://www.dn.se/sport/langsamt-gotland-runt/. Läst 6 augusti 2015.
3. ↑  ”Stenas start i Tjörn runt i fara”. Göteborgsposten. 18 juli 2005. Arkiverad från originalet den 24 september 2015. https://web.archive.org/web/20150924121358/http://www.gp.se/sport/1.38578-stenas-start-i-tjorn-runt-i-fara. Läst 6 augusti 2015.
4. ↑  ”Svensk slutseger i Nokia Oops Cup”. SVT Sport. 19 augusti 2006. http://www.svt.se/sport/svensk-slutseger-i-nokia-oops-cup. Läst 6 augusti 2015.